# Gegants menuts
Gegants menuts (originalment en anglès, Giant Little Ones) és una pel·lícula dramàtica canadenca del 2018, dirigida per Keith Behrman. La pel·lícula és protagonitzada per Kyle MacLachlan i Maria Bello com els pares d'un adolescent (Josh Wiggins), les vides dels quals es veuen alterades després que el seu fill i un amic es vegin involucrats en un incident íntim després d'una festa. S'ha doblat al valencià i es va estrenar a À Punt el 28 de juny de 2021, en motiu del Dia Internacional de l'Orgull LGBT.
La pel·lícula es va rodar a Sault Ste. Marie (Ontario) el 2017. Es va estrenar el 9 de setembre al Festival Internacional de Cinema de Toronto de 2018 i es va estrenar de forma limitada als Estats Units l'1 de març de 2019. El desembre de 2018, el Festival Internacional de Cinema de Toronto va incloure la pel·lícula a la seva llista anual de les deu millors pel·lícules del Canadà de final d'any. Behrman va guanyar el premi Vancouver Film Critics Circle al millor guió d'una pel·lícula canadenca.

## Repartiment
- Josh Wiggins com a Franky Winter

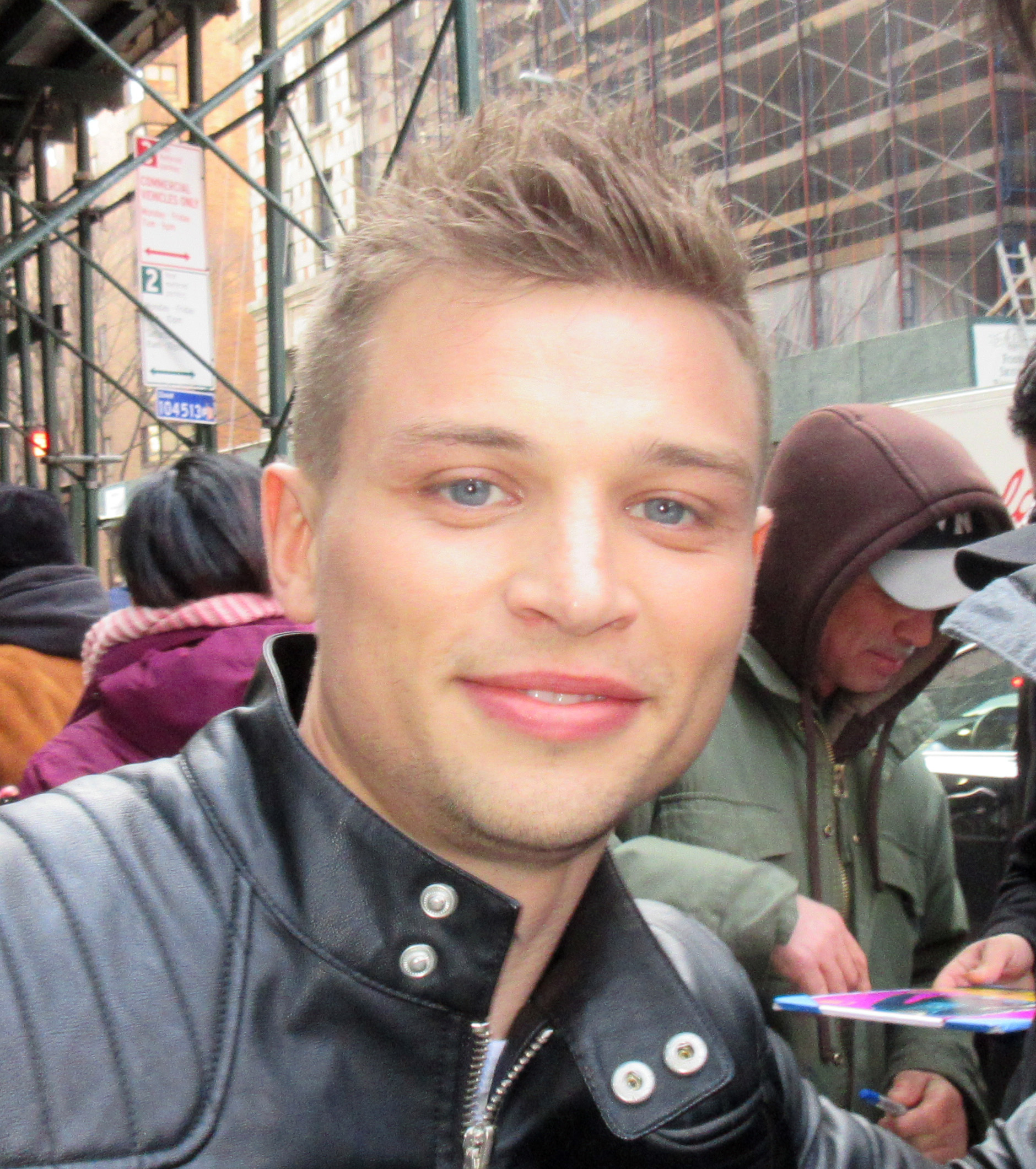
Darren Mann, el febrer de 2019

- Darren Mann com a Ballas Kohl, el millor amic de tota la vida d'en Franky
- Taylor Hickson com a Natasha Kohl, la germana petita d'en Ballas
- Kyle MacLachlan com a Ray Winter, el pare d'en Franky
- Maria Bello com a Carly Winter, la mare d'en Franky
- Peter Outerbridge com a Nic Kohl
- Niamh Wilson com a Mouse, l'amiga d'en Franky
- Kiana Madeira com a Jess, la xicota d'en Ballas
- Hailey Kittle com a Priscilla, la xicota d'en Franky
- Stephanie Moore com a Angie Kohl
- Evan Marsh com a Connor
- Olivia Scriven com a Deanne Winter, la germana d'en Franky
- Carson MacCormac com a Michael, un noi assetjat